# The perfect dress
The perfect dress es el 120.° episodio de la serie de televisión norteamericana Gilmore Girls, El 11.° capítulo de la temporada seis, o penúltima.

## Resumen del episodio
Sintiendo que se ha perdido toda la vida de su hija recién descubierta, April, Luke va a visitar a la madre de ésta, Anna Nardini, quien fuera su novia 12 años atrás. Además de conocer varios detalles de la vida de April, Luke descubre también una página web de su hija, la cual revisa con ayuda de Kirk. Al final, él no solo quiere colaborar económicamente sino también tomar parte en la vida de su hija.
Con ayuda de Sookie, Lorelai empieza a hacer los preparativos para la boda. Al llegar a una tienda, encuentra lo que para ella es «el vestido perfecto», y luego de haber fijado la fecha (3 de junio), contratado el cáterin y reservado la iglesia, se lo dice a Luke; más tarde se presenta ante él con el vestido puesto, el cual le gusta también. Sin embargo, ante tanta felicidad, Lorelai tiene el presentimiento de que algo malo puede suceder.
Rory regresa a Yale y se muda con Paris y Doyle a un apartamento cercano de la universidad, pero en un vecindario bastante peligroso; por lo que los dos practican técnicas de defensa y su puerta cuenta con muchas cerraduras. Paris, es la nueva editora del periódico e inicia su gestión con reglas un tanto severas.
En la universidad, Logan intenta de todo para conseguir reconciliarse con Rory, pero no lo consigue. Inclusive, él va hasta el departamento y le dice a que la ama; ella aún está muy molesta porque él afirmó que terminaron a su hermana. Además, poco después de terminar su servicio comunitario Rory empieza a ir al psicólogo de la universidad para hablar sobre porqué dejó los estudios, aunque termina diciendo más de la cuenta y se le asignan varias sesiones de terapia.
Lane ha vuelto a casa de su madre luego de terminar con Zach y separarse de la banda, y la Sra. Kim celebra su regreso de una forma poco común para ella, pidiéndole que termine el período de queja y lamentación por lo que ya pasó.

## Errores
- Si Yale queda a 30 minutos de Stars Hollow, al igual que Chilton, ¿por qué Rory no vive en su casa?

No es un error ya que es lógico que Rory viva en la universidad para no dar todo ese tiempo de viaje y vivir con sus amigos. En definitiva, vivir la experiencia universitaria normal.
- Mientras Lorelai y Rory hablar por teléfono después de la cita de esta con el terapeuta, está nevando dentro de la cafetería de Yale.
- Rory abre la tercera cerradura de su puerta antes que las otras, cuando Paris le había dicho que primero abría la segunda y luego la tercera.
- Cuando las chicas regresan de Atlantic City, Luke les pregunta si no creen en el jet lag, sin embargo Connecticut está en la misma zona horaria que Atlantic City, por lo que no pueden sufrir del jet lag.
- Cuando Luke se va de la casa de Anna, el espejo del pasillo ha desaparecido.
- Cuando Rory está conduciendo al principio del episodio (al alejarse de su casa), en realidad puede notarse que es un hombre el que conduce, y no ella.